# Koszalin
Koszalin là một thành phố Ba Lan. Thành phố này thuộc tỉnh. Thành phố có diện tích 98,33 km2, dân số 107.146 người.

## Khí hậu
| Dữ liệu khí hậu của Koszalin (1952–2011) | Dữ liệu khí hậu của Koszalin (1952–2011) | Dữ liệu khí hậu của Koszalin (1952–2011) | Dữ liệu khí hậu của Koszalin (1952–2011) | Dữ liệu khí hậu của Koszalin (1952–2011) | Dữ liệu khí hậu của Koszalin (1952–2011) | Dữ liệu khí hậu của Koszalin (1952–2011) | Dữ liệu khí hậu của Koszalin (1952–2011) | Dữ liệu khí hậu của Koszalin (1952–2011) | Dữ liệu khí hậu của Koszalin (1952–2011) | Dữ liệu khí hậu của Koszalin (1952–2011) | Dữ liệu khí hậu của Koszalin (1952–2011) | Dữ liệu khí hậu của Koszalin (1952–2011) | Dữ liệu khí hậu của Koszalin (1952–2011) |
| Tháng                                    | 1                                        | 2                                        | 3                                        | 4                                        | 5                                        | 6                                        | 7                                        | 8                                        | 9                                        | 10                                       | 11                                       | 12                                       | Năm                                      |
| ---------------------------------------- | ---------------------------------------- | ---------------------------------------- | ---------------------------------------- | ---------------------------------------- | ---------------------------------------- | ---------------------------------------- | ---------------------------------------- | ---------------------------------------- | ---------------------------------------- | ---------------------------------------- | ---------------------------------------- | ---------------------------------------- | ---------------------------------------- |
| Cao kỉ lục °C (°F)                       | 13.2 (55.8)                              | 17.7 (63.9)                              | 22.2 (72.0)                              | 28.2 (82.8)                              | 31.0 (87.8)                              | 33.2 (91.8)                              | 36.4 (97.5)                              | 37.0 (98.6)                              | 31.2 (88.2)                              | 25.9 (78.6)                              | 17.0 (62.6)                              | 14.0 (57.2)                              | 37.0 (98.6)                              |
| Trung bình ngày tối đa °C (°F)           | 1.6 (34.9)                               | 2.3 (36.1)                               | 6.3 (43.3)                               | 11.3 (52.3)                              | 16.4 (61.5)                              | 19.4 (66.9)                              | 21.3 (70.3)                              | 21.2 (70.2)                              | 17.4 (63.3)                              | 12.4 (54.3)                              | 6.5 (43.7)                               | 2.7 (36.9)                               | 11.6 (52.9)                              |
| Trung bình ngày °C (°F)                  | −0.6 (30.9)                              | −0.4 (31.3)                              | 2.6 (36.7)                               | 6.9 (44.4)                               | 11.7 (53.1)                              | 15.0 (59.0)                              | 17.1 (62.8)                              | 16.9 (62.4)                              | 13.3 (55.9)                              | 9.0 (48.2)                               | 4.3 (39.7)                               | 0.7 (33.3)                               | 8.1 (46.6)                               |
| Tối thiểu trung bình ngày °C (°F)        | −3.0 (26.6)                              | −3.0 (26.6)                              | −0.6 (30.9)                              | 2.7 (36.9)                               | 6.8 (44.2)                               | 10.4 (50.7)                              | 12.7 (54.9)                              | 12.6 (54.7)                              | 9.5 (49.1)                               | 5.8 (42.4)                               | 2.0 (35.6)                               | −1.5 (29.3)                              | 4.6 (40.3)                               |
| Thấp kỉ lục °C (°F)                      | −26.1 (−15.0)                            | −25.0 (−13.0)                            | −17.2 (1.0)                              | −6.1 (21.0)                              | −5.0 (23.0)                              | 0.3 (32.5)                               | 1.0 (33.8)                               | 0.0 (32.0)                               | −2.0 (28.4)                              | −5.0 (23.0)                              | −14.0 (6.8)                              | −19.7 (−3.5)                             | −26.1 (−15.0)                            |
| Lượng Giáng thủy trung bình mm (inches)  | 38.3 (1.51)                              | 33.8 (1.33)                              | 40.0 (1.57)                              | 36.6 (1.44)                              | 49.2 (1.94)                              | 74.1 (2.92)                              | 78.6 (3.09)                              | 79.3 (3.12)                              | 74.4 (2.93)                              | 58.3 (2.30)                              | 57.0 (2.24)                              | 46.8 (1.84)                              | 666.4 (26.24)                            |
| Số ngày giáng thủy trung bình            | 20.8                                     | 17.3                                     | 16.5                                     | 11.3                                     | 12.5                                     | 11.7                                     | 13.6                                     | 14.5                                     | 12.8                                     | 15.6                                     | 17.6                                     | 20.4                                     | 184.6                                    |
| Độ ẩm tương đối trung bình (%)           | 85.9                                     | 83.4                                     | 79.6                                     | 72.4                                     | 74.2                                     | 76.3                                     | 77.7                                     | 78.7                                     | 80.3                                     | 83.6                                     | 86.8                                     | 88.5                                     | 80.6                                     |
| Số giờ nắng trung bình tháng             | 37                                       | 61                                       | 107                                      | 159                                      | 236                                      | 232                                      | 215                                      | 211                                      | 136                                      | 94                                       | 40                                       | 29                                       | 1.557                                    |
| Nguồn 1: Climatebase.ru                  |                                          |                                          |                                          |                                          |                                          |                                          |                                          |                                          |                                          |                                          |                                          |                                          |                                          |
| Nguồn 2: NOAA (nắng, 1961–1990)          |                                          |                                          |                                          |                                          |                                          |                                          |                                          |                                          |                                          |                                          |                                          |                                          |                                          |